# اچ‌ای‌تی-پی-۹
اچ‌ای‌تی-پی-۹ یک ستاره است که در صورت فلکی ارابه‌ران قرار دارد.